# 园岱站
圆岱站位于福建省南平市光泽县华桥乡园岱村，建于1956年。距鹰潭站86公里，距厦门站608公里。现为四等站。客运办理旅客乘降，不办理行李包裹托运，货运办理整车货物发到。
本站位于大禾山隧道北侧。大禾山隧道横穿武夷山脉，全长1460.2米，是赣江和闽江的分水岭。